# Lijst van nummer 1-albums in de LP Top 50 in 1980
Onderstaande albums stonden in 1980 op nummer 1 in de LP Top 50 de voorloper van de Media Markt Album Top 40. De lijst werd samengesteld door de Stichting Nederlandse Top 40.
| Nummer | Datum        | Artiest                                       | Titel                     |
| ------ | ------------ | --------------------------------------------- | ------------------------- |
| 105    | 5 januari    | Pink Floyd                                    | The wall                  |
|        | 12 januari   | Pink Floyd                                    | The wall                  |
|        | 19 januari   | Pink Floyd                                    | The wall                  |
|        | 26 januari   | Pink Floyd                                    | The wall                  |
|        | 2 februari   | Pink Floyd                                    | The wall                  |
|        | 9 februari   | Pink Floyd                                    | The wall                  |
|        | 16 februari  | Pink Floyd                                    | The wall                  |
|        | 23 februari  | Pink Floyd                                    | The wall                  |
| 106    | 1 maart      | Jon & Vangelis                                | Short stories             |
|        | 8 maart      | Jon & Vangelis                                | Short stories             |
|        | 15 maart     | Jon & Vangelis                                | Short stories             |
| 107    | 22 maart     | Robert Long                                   | Homo sapiens              |
|        | 29 maart     | Robert Long                                   | Homo sapiens              |
|        | 5 april      | Robert Long                                   | Homo sapiens              |
| 108    | 12 april     | BZN                                           | Grootste hits             |
|        | 19 april     | BZN                                           | Grootste hits             |
|        | 26 april     | BZN                                           | Grootste hits             |
|        | 3 mei        | BZN                                           | Grootste hits             |
|        | 10 mei       | BZN                                           | Grootste hits             |
|        | 17 mei       | BZN                                           | Grootste hits             |
|        | 24 mei       | BZN                                           | Grootste hits             |
|        | 31 mei       | BZN                                           | Grootste hits             |
|        | 7 juni       | BZN                                           | Grootste hits             |
| 109    | 14 juni      | Rob de Nijs                                   | Met je ogen dicht         |
|        | 21 juni      | Rob de Nijs                                   | Met je ogen dicht         |
|        | 28 juni      | Rob de Nijs                                   | Met je ogen dicht         |
|        | 5 juli       | Rob de Nijs                                   | Met je ogen dicht         |
|        | 12 juli      | Rob de Nijs                                   | Met je ogen dicht         |
| 110    | 19 juli      | The Rolling Stones                            | Emotional rescue          |
|        | 26 juli      | The Rolling Stones                            | Emotional rescue          |
|        | 2 augustus   | The Rolling Stones                            | Emotional rescue          |
|        | 9 augustus   | The Rolling Stones                            | Emotional rescue          |
| 111    | 16 augustus  | Olivia Newton-John & Electric Light Orchestra | Xanadu                    |
|        | 23 augustus  | Olivia Newton-John & Electric Light Orchestra | Xanadu                    |
|        | 30 augustus  | Olivia Newton-John & Electric Light Orchestra | Xanadu                    |
|        | 6 september  | Olivia Newton-John & Electric Light Orchestra | Xanadu                    |
|        | 13 september | Olivia Newton-John & Electric Light Orchestra | Xanadu                    |
|        | 20 september | Olivia Newton-John & Electric Light Orchestra | Xanadu                    |
|        | 27 september | Olivia Newton-John & Electric Light Orchestra | Xanadu                    |
|        | 4 oktober    | Olivia Newton-John & Electric Light Orchestra | Xanadu                    |
| 112    | 11 oktober   | Barbra Streisand                              | Guilty                    |
|        | 18 oktober   | Barbra Streisand                              | Guilty                    |
|        | 25 oktober   | Barbra Streisand                              | Guilty                    |
|        | 1 november   | Barbra Streisand                              | Guilty                    |
|        | 8 november   | Barbra Streisand                              | Guilty                    |
|        | 15 november  | Barbra Streisand                              | Guilty                    |
|        | 22 november  | Barbra Streisand                              | Guilty                    |
|        | 29 november  | Barbra Streisand                              | Guilty                    |
| 113    | 6 december   | ABBA                                          | Super trouper             |
|        | 13 december  | ABBA                                          | Super trouper             |
|        | 20 december  | ABBA                                          | Super trouper             |
|        | 27 december  | geen LP Top 50 verschenen                     | geen LP Top 50 verschenen |

Lijsten van nummer 1-albums in de Nederlandse Album Top 100

1969 ·
1970 ·
1971 ·
1972 ·
1973 ·
1974 ·
1975 ·
1976 ·
1977 ·
1978 ·
1979 ·
1980 ·
1981 ·
1982 ·
1983 ·
1984 ·
1985 ·
1986 ·
1987 ·
1988 ·
1989 ·
1990 ·
1991 ·
1992 ·
1993 ·
1994 ·
1995 ·
1996 ·
1997 ·
1998 ·
1999 ·
2000 ·
2001 ·
2002 ·
2003 ·
2004 ·
2005 ·
2006 ·
2007 ·
2008 ·
2009 ·
2010 ·
2011 ·
2012 ·
2013 ·
2014 ·
2015 ·
2016 ·
2017 ·
2018 ·
2019 ·
2020 ·
2021 ·
2022 ·
2023 ·
2024 ·
2025

Lijsten van nummer 1-albums van de Stichting Nederlandse Top 40

1969 ·
1970 ·
1971 ·
1972 ·
1973 ·
1974 ·
1975 ·
1976 ·
1977 ·
1978 ·
1979 ·
1980 ·
1981 ·
1982 ·
1983 ·
1984 ·
1985 ·
1986 ·
1987 ·
1988 ·
1989 ·
1990 ·
1991 ·
1992 ·
1993 ·
1994 ·
1995 ·
1996 ·
1997 ·
1998 ·
1999 ·
2011 ·
2012 ·
2013 ·
2014 ·
2015
- Nederland
- Nederland (LP Top 50)